# Claro Open Colombia 2013
Claro Open Colombia 2013 byl tenisový turnaj pořádaný jako součást mužského okruhu ATP World Tour, který se hrál na otevřených dvorcích s tvrdým povrchem v areálu Centro de Alto Rendimiento. Konal se mezi 15. až 21. červencem 2013 v kolumbijském hlavním městě Bogotě jako 1. ročník turnaje.
Turnaj s rozpočtem 727 685 dolarů patřil do kategorie ATP World Tour 250. Nejvýše nasazeným hráčem ve dvouhře byla světová čtrnáctka Janko Tipsarević ze Srbska, kterého ve čtvrtfinále vyřadil kolumbijský hráč a pozdější finalista Alejandro Falla.
Titul získal Chorvat Ivo Karlović, který se vrátil na kurty po tříměsíční pauze způsobené infekcí virové meningitidy. Kolumbijský turnaj byl druhý v pořadí, když předtím odehrál Hall of Fame Tennis Championships v americkém Newportu.

## Mužská dvouhra

### Nasazení
| Stát         | Hráč                   | ATP1) | Nasazení |
| ------------ | ---------------------- | ----- | -------- |
| Srbsko       | Janko Tipsarević       | 14.   | 1.       |
| Jižní Afrika | Kevin Anderson         | 22.   | 2.       |
| Nizozemsko   | Igor Sijsling          | 55.   | 3.       |
| Francie      | Édouard Roger-Vasselin | 71.   | 4.       |
| Francie      | Adrian Mannarino       | 76.   | 5.       |
| Kolumbie     | Santiago Giraldo       | 82.   | 6.       |
| Slovinsko    | Aljaž Bedene           | 87.   | 7.       |
| Belgie       | Xavier Malisse         | 88.   | 8.       |

- 1) Žebříček ATP k 8. červenci 2013.

### Jiné formy účasti
Následující hráči obdrželi divokou kartu do hlavní soutěže:
- Nicolás Barrientos
- Carlos Salamanca
- Eduardo Struvay

Následující hráči postoupili z kvalifikace:
- Víctor Estrella
- Emilio Gómez
- Chris Guccione
- Juan Ignacio Londero

### Odhlášení
před zahájením turnaje
- Igor Andrejev
- Denis Kudla
- Gilles Müller
- Rajeev Ram
- Michael Russell
- Jack Sock

### Skrečování
- Jevgenij Koroljov

## Mužská čtyřhra

### Nasazení
| Stát     | Hráč                   | Stát       | Hráč          | ATP1) | Nasazení |
| -------- | ---------------------- | ---------- | ------------- | ----- | -------- |
| Kolumbie | Juan Sebastián Cabal   | Kolumbie   | Robert Farah  | 87.   | 1.       |
| Francie  | Édouard Roger-Vasselin | Nizozemsko | Igor Sijsling | 93.   | 2.       |
| Brazílie | Marcelo Demoliner      | Brazílie   | André Sá      | 144.  | 3.       |
| Indie    | Purav Raja             | Indie      | Divij Sharan  | 204.  | 4.       |

- 1) Žebříček ATP k 8. červenci 2013; číslo je součtem umístění obou členů páru.

### Jiné formy účasti
Následující páry obdržely divokou kartu do hlavní soutěže:
- Emilio Gómez /  Michael Quintero
- Alejandro González /  Carlos Salamanca

Následující pár nastoupil do hlavní soutěže z pozice náhradníka:
- Marcelo Arévalo /  Víctor Estrella

### Odhlášení
před zahájením turnaje
- Xavier Malisse

## Přehled finále

### Mužská dvouhra
- Ivo Karlović vs.  Alejandro Falla, 6–3, 7–6(7–4)

### Mužská čtyřhra
- Purav Raja /  Divij Sharan vs.  Édouard Roger-Vasselin /  Igor Sijsling, 7–6(7–4), 7–6(7–3)